# Anibare
Anibare is een district en plaats in de republiek Nauru, een eilandstaatje in Oceanië. Het district heeft een totale oppervlakte van 3,14 km² en telde 521 inwoners op 1 januari 2006 .
Anibare is de enige kern in het district.
Tot 1968 was het district een gouw bestaande uit 17 dorpen. Nu zijn die kernen zo aaneengegroeid dat ze niet afzonderlijk meer benoemd worden. De dorpen waren: Adreyi, Agabwe, Anakawidua, Anera, Anitobu, Aribeang, Ate, Boneda, Bweranibek, Bweteboe, Bweteoaru, Eatedogi, Etamor, Gene, Kawinanut, Merubo, Yanmwitebwiyeye.
Aiwo · Anabar · Anetan · Anibare · Baiti · Boe · Buada · Denigomodu · Ewa · Ijuw · Meneng · Nibok · Uaboe · Yaren